# Яримович Михайло Іванович
Яримович Михайло Іванович (нар. 13 жовтня 1933, (Бучач, Україна) — інженер-винахідник у галузі літально-космічних дослідів у США, дійсний член НТШ й УВАН, почесний член Товариства українських інженерів у Америці. Брав участь у конструюванні космічного корабля для польоту на місяць, відомого під назвою «Аполлон» (основний системотехнік цього проєкту), з 1962 працював у Крайовій адміністрації аеронавтики і космічних дослідів. 1970—1973 — директор дорадчої групи для аерокосмічних дослідів при НАТО в Парижі; з 1973 головний науковий консультант при штабі Військово-повітряних сил США у Вашингтоні. З 1975 асистент-адміністратор при федеральному агентстві в питаннях освоєння джерел енергії. Як автор праць з аеродинаміки і космічної технології та їх практичного застосування, 1973 відзначений найвищою нагородою за особливі заслуги на цивільній службі при військово-повітряних силах США («US Air Force Exceptional Civilian Service Award»).
Один з керівників Національного Космічного Агентства (NASA) США (очолював проєкти створення орбітальних станцій для міжпланетних польотів). Президент Міжнародної академії астронавтики (1966). Голова науково-дослідного підрозділу НАТО (з 1996).

## Життєпис
Навчався в Нью-Йоркському університеті (аеронавтична інженерія), Колумбійському університеті (доктор філософії, інженерних наук).
- Від 1962 до 1977 — працював на Уряд США: помічник адміністратора з експлуатаційних операцій Адміністрації з наукових досліджень в енергетиці, керівник дослідницьких і дослідних підрозділів Військово-Повітряних Сил США, директор групи консультантів НАТО з аерокосмічних досліджень і розвитку (Париж), заступник секретаря з наукових досліджень і розвитку, директор орбітальної лабораторії ВПС США з дослідження Космосу. Посідав відповідальні пости в Національному комітеті США з аеронавтики і дослідження космічного простору, в Програмі центру управління космічними польотами (зокрема висадка «Аполлона» на Місяць, «Шатл»).
- 1977-81 — віце-президент департаменту інженерії і передових технологій компанії «Норт Америкен Аероспейс Оперейшнз» (Північноамериканські аерокосмічні операції).

М.Яримович — відповідальний за функціонування систем космічних кораблів «Аполлон» (системи електронного управління двигунів, навігації, стабілізації та контролю). М.Яримович був одним з тих, хто здійснював проєкт польоту на Місяць, розроблений Ю. Кондратюком.
- Від 1965 року М. Яримович працював у Департаменті оборони, де як технічний директор керував реалізацією проєкту Орбітальної космічної лабораторії з екіпажем на борту. Пізніше — відповідав за всі оборонні проєкти Повітряних сил США, включно із системою навігації GPS.
- 1970 уряд США доручив М.Яримовичу виконувати трирічну науково-дипломатичну службу директора Дорадчої групи аерокосмічних дослідів та розвитку при НАТО у Франції (це єдина установа, що на прохання уряду Франції залишилася в Парижі після перенесення головної квартири НАТО до Брюселю).
- 1973 року М. Яримович — головний науковець Повітряних сил США, головний технічний дорадник головного командувача Військово-повітряних сил США. 1975 — Президент Джеральд Форд доручив М. Яримовичу відповідати за новостворену Агенцію дослідів і розвитку енергетики (ERDA), яка була покликана пристосувати Атомну енергетичну комісію для цивільних потреб і служб (сьогодні ця агенція відома під назвою Департамент енергетики).

За президентства Рональда Рейгана М. Яримович став одним з активних учасників реалізації проєкту SDI (Стратегічна оборонна ініціатива або «зоряні війни»).
Після проголошення незалежності України 1991 М. Яримович плідно співпрацює зі своєю історичною батьківщиною. За його участю реалізується міжнародний проєкт «Морський старт» (Sea Launch), де використовується українська ракета «Зеніт-3SL».
М. Яримович — іноземний член НАН України (технічна механіка, США, обраний 25 листопада 1992), почесний член Наукового Товариства імені Шевченка та Української Вільної Академії Наук.
«Його широкі технічні знання та майстерність керівництва стали важливим фактором у формуванні розвитку та прийняття концепції і планів орбітальної лабораторії з екіпажем» — сказано у спеціальній Грамоті уряду США на адресу М. Яримовича. Він — лауреат міжнародної відзнаки НАТО «Медалі Кармана» (2001). Активний учасник громадського українського життя США: зокрема, керував студентською секцією Товариства Українських Інженерів Америки. Від 1982 — президент Американського інституту астронавтики і аеронавтики. Від 1984 — член Міжнародної Академії астронавтики, яка об'єднує понад 1000 найвидатніших науковців всіх ділянок космонавтики світу. Від 1996 — М. Яримович — президент цієї Академії.
09.09.2021 Український католицький університет присудив М. Яримовичу звання доктора honoris causa.